# Zespół ostrej moszny
Zespół ostrej moszny (ang. acute scrotum syndrome) – zespół objawów, na który składają się ból jądra, obrzęk i zaczerwienienie moszny. Przyczyny zespołu ostrej moszny są różne, najczęściej jest to jednak skręt jądra, uraz moszny, skręt przyczepka jądra i zapalenie najądrza. W rozpoznaniu przydatne jest badanie moczu i badanie ultrasonograficzne. Podejrzenie skrętu jądra wymaga zaopatrzenia chirurgicznego w ciągu kilku godzin, gdyż z upływem czasu ryzyko uszkodzenia wzrasta. Leczeniem z wyboru jest interwencja chirurgiczna.